# 下西里西亚上劳西茨县
下西里西亚上劳西茨县（Niederschlesischer Oberlausitzkreis）是德国萨克森州东部曾经的一个县，与波兰接壤，曾是德国最东部的县，隶属于德累斯顿行政区，首府尼斯基。2008年8月1日，下西里西亚上劳西茨县与勒包-齐陶县和格尔利茨合并为格尔利茨县。

## 地理
下西里西亚上劳西茨县北面与勃兰登堡州的施普雷-奈瑟县，南面与勒包-齐陶县，西面与包岑县和卡门茨县相邻，东南面的格尔利茨市与波兰接壤。